# Thạch Bàn
Thạch Bàn là một phường thuộc quận Long Biên, thành phố Hà Nội, Việt Nam.

## Vị trí địa lý
Địa giới hành chính phường Thạch Bàn:
- Phía Đông giáp huyện Gia Lâm;
- Phía Tây giáp phường Long Biên;
- Phía Nam giáp phường Cự Khối;
- Phía Bắc giáp các phường Phúc Đồng, Sài Đồng, Phúc Lợi.[1]

## Lịch sử
Phường Thạch Bàn được thành lập năm 2003 trên cơ sở toàn bộ 527,21 ha diện tích tự nhiên và 11.300 người của xã Thạch Bàn, huyện Gia Lâm.

## Hành chính
Phường Thạch Bàn được chia thành 16 tổ dân phố, bao gồm TDP số : 1, 3, 4, 5, 6, 7, 8, 9, 10, 11, 12, 13, 14, 15, 16, 17

## Văn hóa
Đình Cầu Bây ở Thạch Bàn là di tích thờ vị tướng nhà Đinh Lã Lang Đường có công phù tá cho Đinh Bộ Lĩnh dẹp loạn 12 sứ quân.
Đình làng Ngô thờ tướng nhà Đinh Lã Lang Đế có công phù tá cho Đinh Bộ Lĩnh dẹp loạn 12 sứ quân và đánh quân Ngô. Anh trai của vị tướng Lã Lang Đế là Lã Lang Đường được thờ ở làng Cầu Bây bên cạnh làng Ngô.